# Hiroyuki Hayashi
Hiroyuki Hayashi (林 祐征 Hayashi Hiroyuki?), född 5 oktober 1983 i Tokushima prefektur, är en japansk före detta fotbollsspelare.
Hayashi började sin karriär 2002 i Avispa Fukuoka. Efter Avispa Fukuoka spelade han för V-Varen Nagasaki, Tokushima Vortis, Tochigi SC och Giravanz Kitakyushu. Han avslutade karriären 2012.